# Ludowy Komisariat Inspekcji Robotniczo-Chłopskiej ZSRR
Ludowy Komisariat Inspekcji Robotniczo-Chłopskiej ZSRR (ros. Народный комиссариат рабоче-крестьянской инспекции СССР, НК РКИ СССР) – organ kierowniczy w randze ministerstwa, kierujący systemem Inspekcji Robotniczo-Chłopskich (ros. Рабо́че-крестья́нская инспе́кция, Рабкри́н, РКИ), zajmujących się zagadnieniami kontroli państwowej. 
Został utworzony 7 lutego 1920 z przekształcenia Ludowego Komisariatu Kontroli Państwowej (RFSRR, od 1923 ZSRR), na kierującego nim wyznaczono Stalina. Pozostawał on na tym stanowisku do 1922.
Komisariat rozformowano 11 lutego 1934, na jego miejsce powołano Komisję Radzieckiej Kontroli przy Radzie Komisarzy Ludowych ZSRR (ros. Комиссия советского контроля при СНК СССР). Od 1923 istniał wspólnie z Centralną Komisją Kontrolną WKP(b) jako jednolity organ partyjno-państwowy, przy czym ludowy komisarz IRCh z urzędu stał na czele CKK.